# Gellainville
Gellainville település Franciaországban, Eure-et-Loir megyében. Lakosainak száma 763 fő (2022. január 1.). Gellainville Chartres, Nogent-le-Phaye, Sours, Berchères-les-Pierres, Morancez és Le Coudray községekkel határos.

## Népesség
A település népességének változása:
| Lakosok száma | 273  | 364  | 413  | 471  | 660  | 685  | 670  | 666  | 751  | 763  |
|               | 1968 | 1982 | 1990 | 2006 | 2013 | 2015 | 2017 | 2019 | 2020 | 2022 |